# Женская сборная Чили по баскетболу 3×3
Женская сборная Чили по баскетболу 3×3 представляет Чили на международных соревнованиях по баскетболу 3×3. Управляющим органом является Федерация баскетбола Чили (исп. Federación de Basquetbol de Chile).
По состоянию на 13 сентября 2024, женская сборная Чили по баскетболу 3×3 занимает 16-е место в мировом рейтинге ФИБА женских сборных по баскетболу 3×3.

## Результаты выступлений
| Турнир                           | Золото | Серебро | Бронза | Всего |
| -------------------------------- | ------ | ------- | ------ | ----- |
| Чемпионат мира по баскетболу 3×3 | —      | —       | —      | —     |
| Чемпионат Америки (3×3 AmeriCup) | —      | —       | —      | —     |
| Панамериканские игры             | 0      | 0       | 1      | 1     |
| Итого                            | 0      | 0       | 1      | 1     |

### Чемпионат мира по баскетболу 3×3
| Год            | Место          | Игры           | Победы         | Поражения      | Состав команды                                                 |
| -------------- | -------------- | -------------- | -------------- | -------------- | -------------------------------------------------------------- |
| 2012—2019      | не участвовали | не участвовали | не участвовали | не участвовали | не участвовали                                                 |
| Антверпен 2022 | 14             | 4              | 1              | 3              | Paula Carrasco, Bárbara Cousiño, Ziomara Morrison, Anahi Morán |
| 2023—н. в.     | не участвовали | не участвовали | не участвовали | не участвовали | не участвовали                                                 |

### Чемпионат Америки по баскетболу 3×3 (AmeriCup)
| Год           | Место | Игры | Победы | Поражения | Состав команды                                                     |
| ------------- | ----- | ---- | ------ | --------- | ------------------------------------------------------------------ |
| Майами 2021   | 5     | 3    | 2      | 1         | Ada Bernal, Bárbara Cousiño, Anahi Morán, Macarena Sáez            |
| Майами 2022   | 8     | 3    | 1      | 2         | Catalina Abuyeres, Ada Bernal, Paula Carrasco, Anahi Morán         |
| Сан-Хуан 2023 | 4     | 5    | 2      | 3         | Catalina Abuyeres, Bárbara Cousiño, Thiare Garcia, Fernanda Ovalle |

### Панамериканские игры
| Год           | Место          | Игры           | Победы         | Поражения      | Состав команды                                                      |
| ------------- | -------------- | -------------- | -------------- | -------------- | ------------------------------------------------------------------- |
| 2019          | не участвовали | не участвовали | не участвовали | не участвовали | не участвовали                                                      |
| Сантьяго 2023 | 3              | 5              | 3              | 2              | Jovanka Ljubetic, Ziomara Morrison, Javiera Novión, Fernanda Ovalle |